# Lederergasse
 (mai 2024).
Si vous disposez d'ouvrages ou d'articles de référence ou si vous connaissez des sites web de qualité traitant du thème abordé ici, merci de compléter l'article en donnant les références utiles à sa vérifiabilité et en les liant à la section « Notes et références ».
En pratique : Quelles sources sont attendues ? Comment ajouter mes sources ?
Lederergasse est une rue de la capitale autrichienne Vienne. 

## Situation et accès
Elle est située dans l'arrondissement de Josefstadt.

## Origine du nom
Elle doit son nom à la maison du grossiste en cuir (Leder) Philipp Kemeter.

## Historique

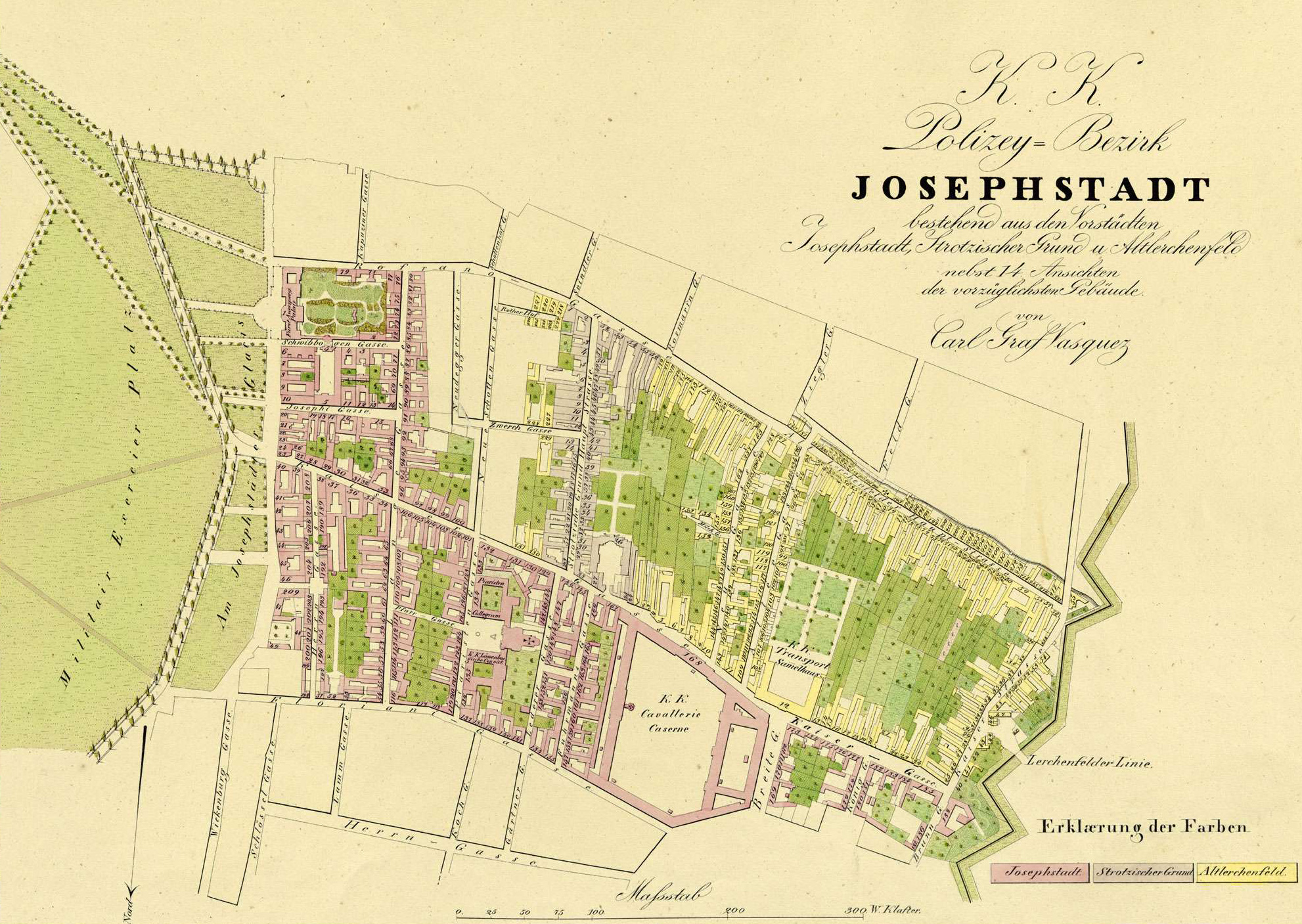
Lederergasse entre la Josefstädter Straße (Kaiser-Gasse) et la Florianigasse dans le faubourg de Josephstadt 1830

La Lederergasse est apparue à l'origine comme un lien entre la Josefstädter Straße et la Florianigasse dans la banlieue de Josefstadt, lorsque les premières maisons ont été construites vers 1700. Elle s'appelait à l'origine Hintere ou Obere Klostergasse ; En 1778, elle reçut son nom, « Lederergasse », toujours valable aujourd'hui. 
Après 1787, elle fut - initialement appelée Gärtnergasse dans cette section - déplacée à Alservorstadt, qui était alors encore une banlieue et, à partir de 1850, un 9e arrondissement. Le quartier d'Alsergrund a été étendu jusqu'à la Laudongasse. À partir de 1862, elle fut encore étendue jusqu'à Skodagasse et  sa totalité s'appela Lederergasse. La même année, la partie d'Alservorstadt au sud de l'Alser Straße fut cédée au 8e arrondissement. Le quartier de Josefstadt a été ajouté, de sorte que la Lederergasse se trouve désormais entièrement dans le 8ème arrondissement.

## Bâtiments remarquables et lieux de mémoire
En raison de sa situation dans l'un des quartiers intérieurs, la Lederergasse est densément bâtie. Les bâtiments se composent principalement d'immeubles d'appartements de quatre à cinq étages de l'époque historiciste, avec des éléments occasionnels de l'Art nouveau. La première partie de la rue est dominée par la façade en briques apparentes du chœur de l'église piariste de Maria Treu.

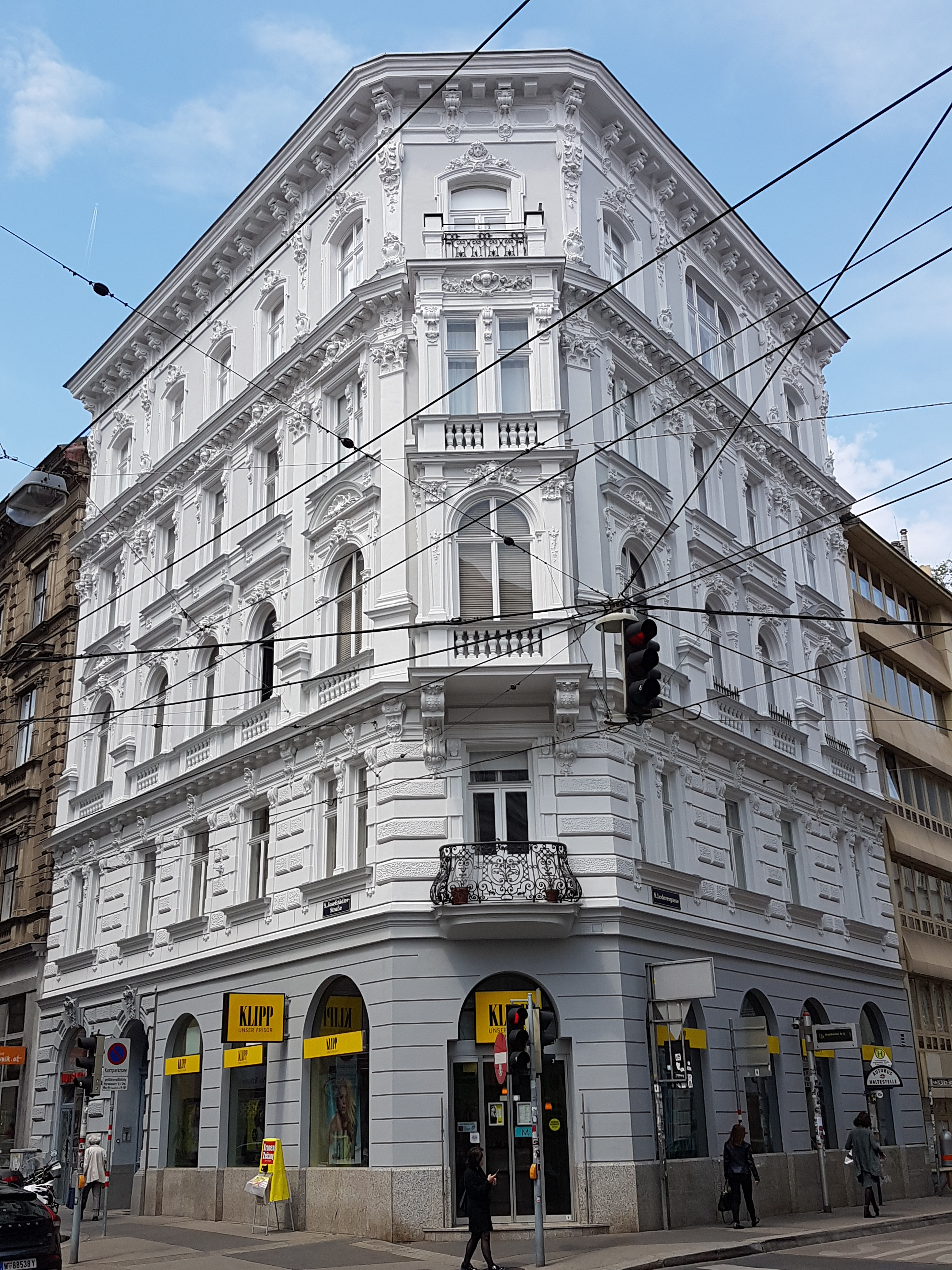
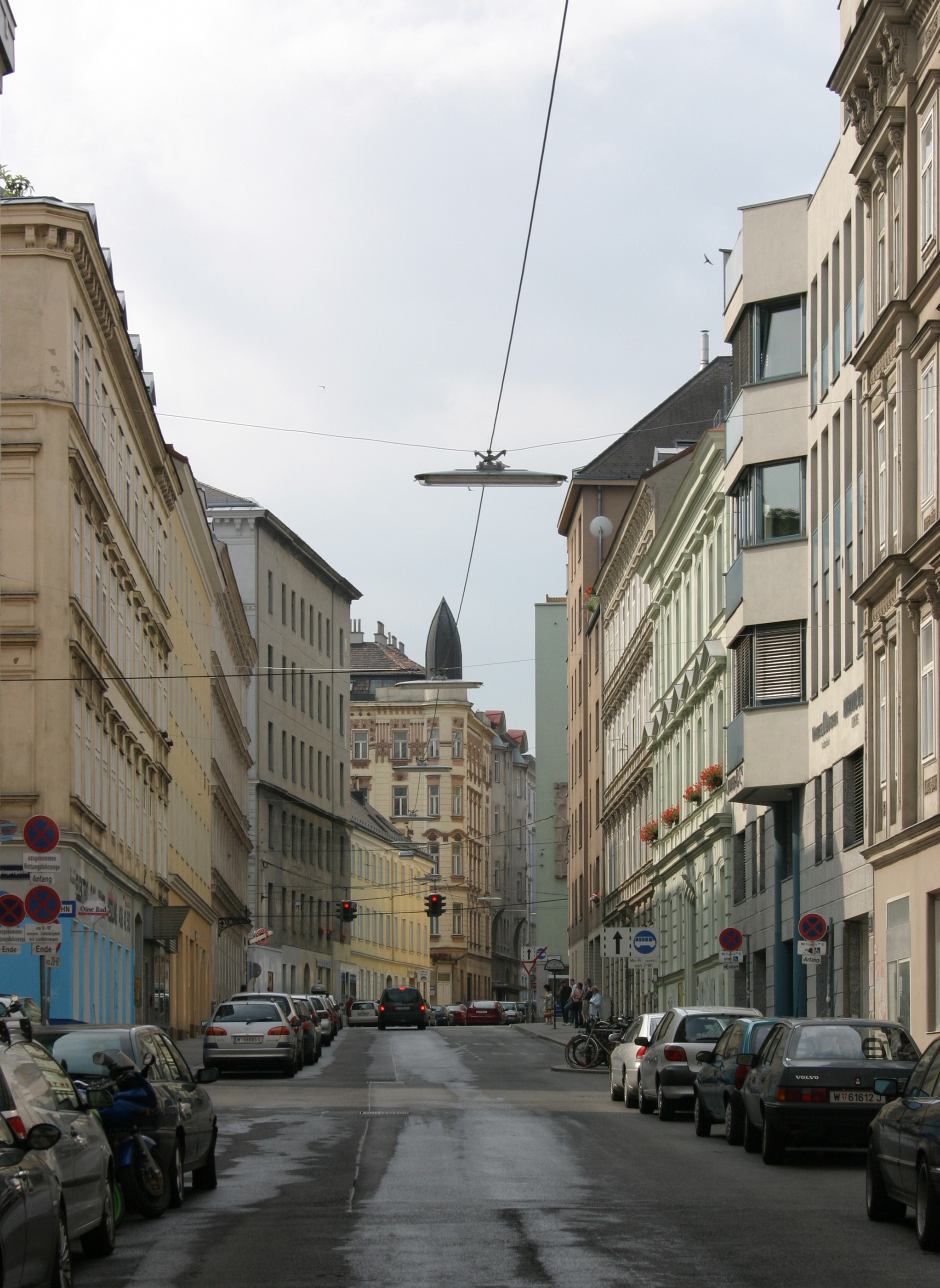
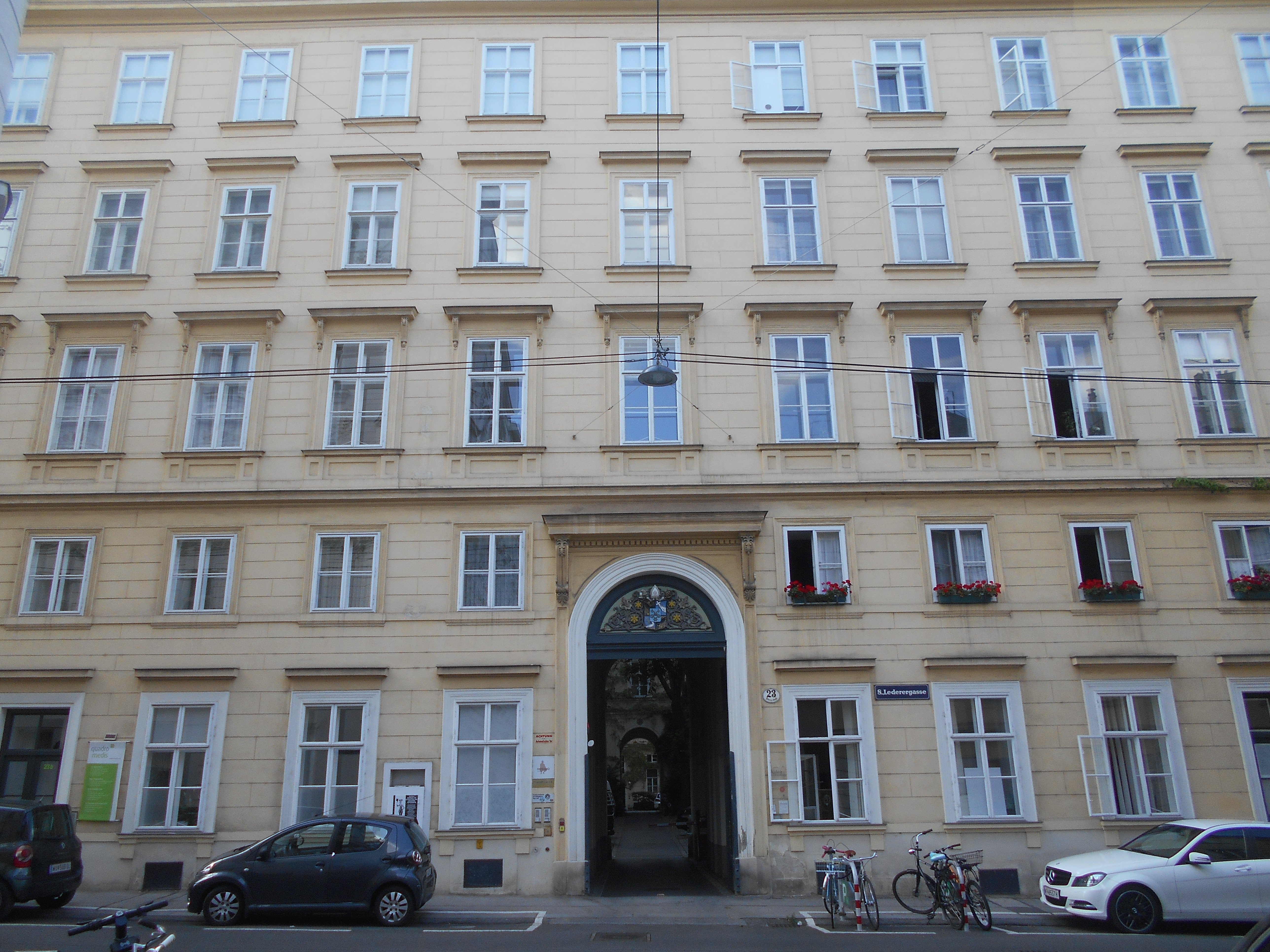
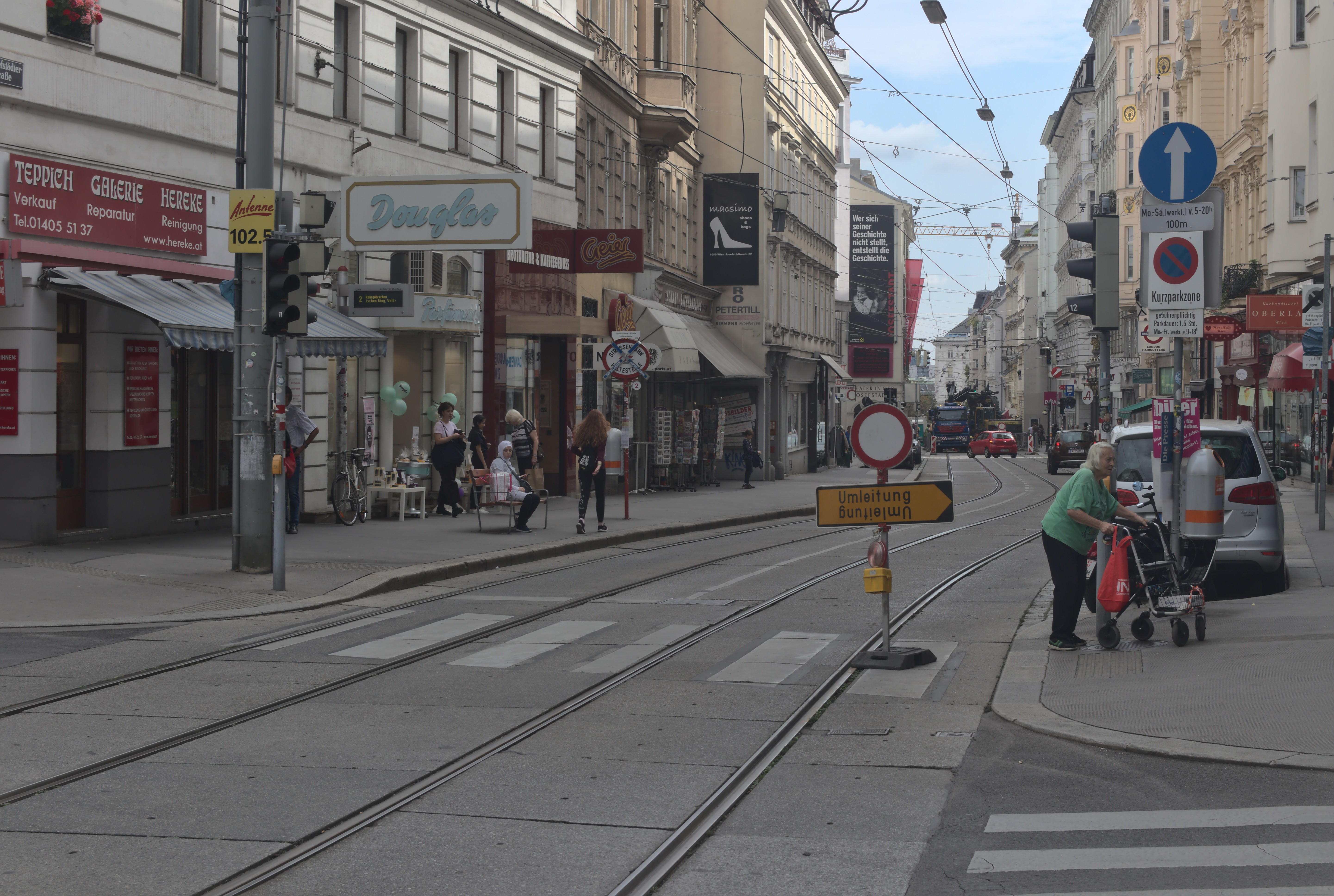